# Wolfson College (Oxford)
Wolfson College, costruito nel 1965, è uno dei trentanove collegi che costituiscono l'Università di Oxford e uno degli otto graduate colleges di Oxford, ossia quei collegi che ammettono unicamente gli studenti già in possesso di un titolo di laurea.

## Storia
Inizialmente chiamato Iffley College, dal fiume che gli scorre accanto, fu fondato nel 1965 grazie a cospicue donazioni offerte dalla Ford Foundation e dalla Wolfson Foundation; dal presidente di quest'ultima società, Isaac Wolfson, deriva la denominazione successiva del college. Il Wolfson College è ubicato nel nord della città Oxford, sulle sponde del fiume Cherwell. Sin dalla sua fondazione fu aperto ad ambedue i sessi; tra gli anni settanta e ottanta, divenne un centro di ricerca nelle scienze naturali e scienze sociali.

## Altri progetti

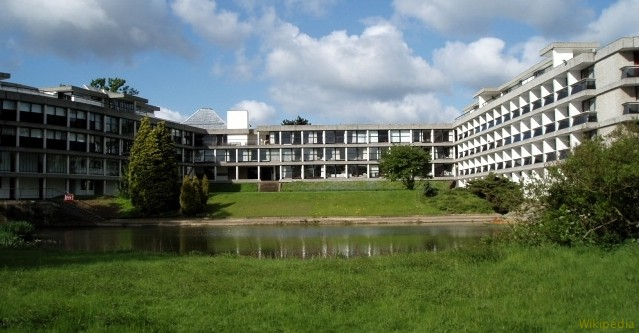
Veduta del Wolfson College con gli ampi giardini

## Presidenti
- Isaiah Berlin (1965-1985)
- Raymond Hoffenberg (1985-1993)
- Tim Hitchens (dal 1993)